# آلیشا الن
آلیشا اَلن (انگلیسی: Aleisha Allen؛ زادهٔ ۲۸ آوریل ۱۹۹۱) یک هنرپیشه، خواننده و مانکن اهل ایالات متحده آمریکا است.

## جوایز
او در سال ۱۹۹۶ میلادی بابت بازی در فیلم مدرسه راک، نامزدِ دریافتِ جایزه سینمایی ام‌تی‌وی شد.

## گزیده فیلمشناسی
از فیلم‌ها یا برنامه‌های تلویزیونی که وی در آن نقش داشته‌است می‌توان به آثار زیر اشاره کرد.
- بالاخره رسیدیم؟ (۲۰۰۵)
- ردپای آبی (۱۹۹۶–۲۰۰۴)
- مدرسه راک (۲۰۰۳)
- کارمان تمام شده؟ (۲۰۰۷)